# إيليزا ستيوارت بويد
إيليزا ستيوارت بويد (بالإنجليزية: Eliza Stewart Boyd)‏ هي ناشطة حق المرأة بالتصويت ‏ أمريكية، ولدت في 8 سبتمبر 1833، وتوفيت في 9 مارس 1912.